# گورنگه تسرنییوو
گورنگه تسرنییوو (به صربی: Gornje Crniljevo) یک منطقهٔ مسکونی در صربستان است که در اوبرنوواتس واقع شده‌است.